# Ezra Butler Eddy
Ezra Butler Eddy (Vermont, Estados Unidos, 22 de agosto de 1827 - Gatineau, Quebec, 10 de febrero de 1906) fue un empresario y político canadiense.

## Biografía
Ezra Butler Eddy nació cerca de Bristol en Vermont, Canadá, hijo de Samuel Eddy y Clarissa Eastman. Se casó el 19 de diciembre de 1846 con Zaïda Diana Arnold en Bristol y con ella tuvo dos hijos y una hija. Comenzó en el mundo empresarial fabricando cerillas de madera hechas a mano en Burlington en 1851. En 1854 marchó a Hull, Quebec, dónde fabricó cerillas con la madera desechada por los aserraderos cercanos. Su negocio creció rápidamente lo que le permitió empezar a fabricar otros productos hechos con madera. Creó una factoría, se hizo con derechos sobre la madera y construyó su propio aserradero. En 1882 su planta de producción fue destruida por un incendio pero cuatro años más tarde la reorganizó y fundó la E.B. Eddy Company. Al mismo tiempo se expandió por el negocio del pulp y el papel.
Entre 1871 y 1875 representó al Condado de Ottawa en la Asamblea Legislativa de Quebec. A partir de 1878 y durante diez años fue miembro del concilio municipal de Hull y actuó como Alcalde desde 1881 a 1885, desde 1887 a 1888 y desde 1891 a 1892.
Contrajo matrimonio en segundas nupcias con Jennie Grahl Hunter Shirreff el 27 de junio de 1894 en Halifax.
Tras el gran incendio de 1900 que tuvo lugar un 26 de abril, Eddy consiguió restablecer su negocio en menos de un años a pesar de que había sufrido pérdidas estimadas en 3 millones de dólares, de los que solo 150.000 se piensa que fueron cubiertos por un seguro.
Ezra Butler Eddy falleció en 1906 y fue enterrado en Vermont. La E.B. Eddy Company fue una de las mayores empleadoras de trabajadores en la región durante muchos y se mantiene como una de las mayores fabricantes de cerillas.